# Monocentrus hyalinipennis
Monocentrus hyalinipennis är en insektsart som beskrevs av Schmidt. Monocentrus hyalinipennis ingår i släktet Monocentrus och familjen hornstritar. Inga underarter finns listade i Catalogue of Life.